# Quiz Direkte
Quiz Direkte var et direkte quizprogram, der kørte på TV 2 i 2006. Folk kunne her ringe ind og gætte på nogle ordlege, og nogen gange var der gæster i studiet. Showet var taget fra Sverige, hvor det samme program kaldes Ordjakten.
Værtinder på Quiz Direkte var Tina Bilsbo, Trine Jepsen og Maria Hirse. På den svenske version er værtinden Maria Lodenborg.